# Pfarrkirche Gaflenz

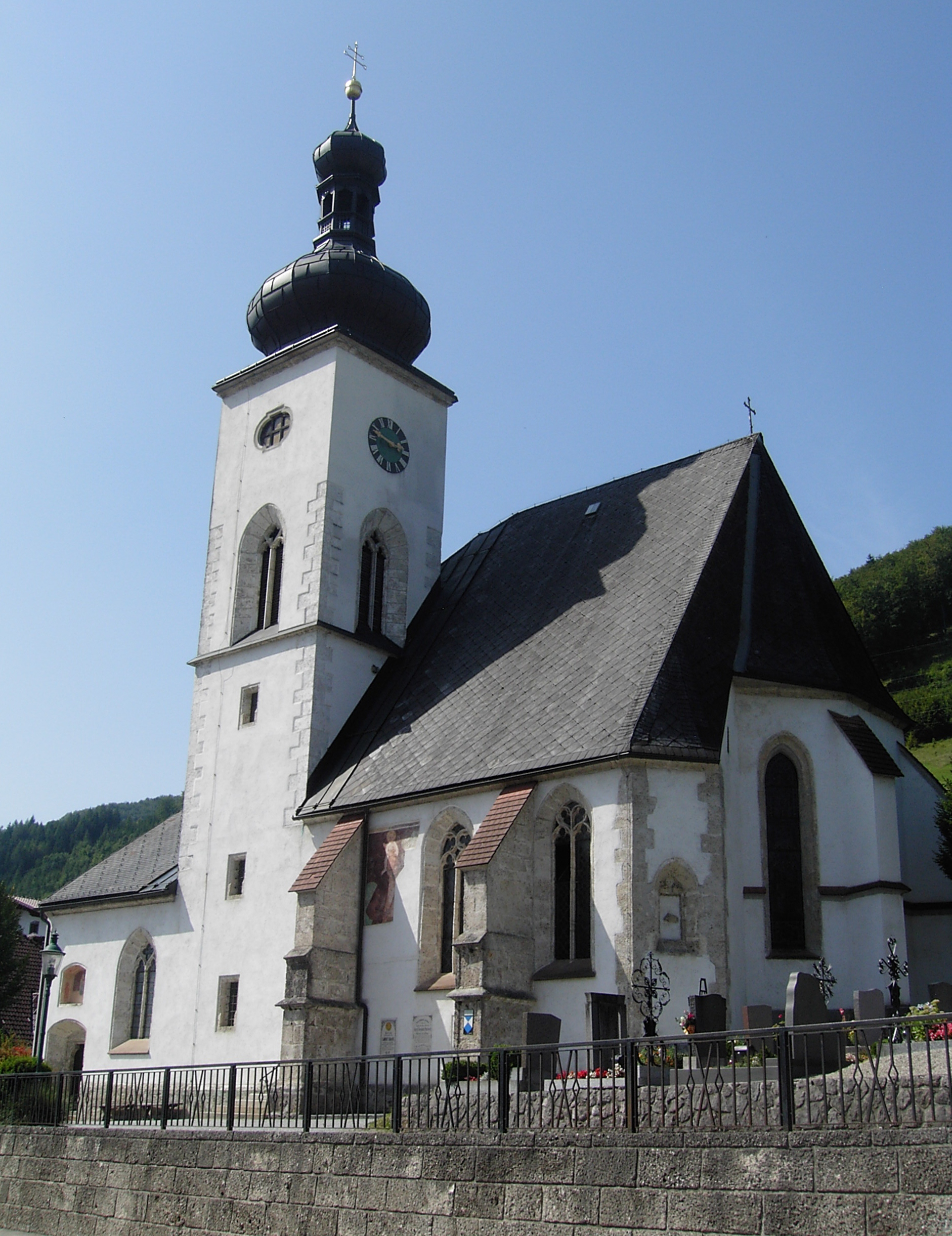
Pfarrkirche Gaflenz

Die römisch-katholische Pfarrkirche Gaflenz mit dem Patrozinium hl. Andreas steht im Ortskern der Gemeinde Gaflenz im Bezirk Steyr-Land in Oberösterreich. Seit dem 1. Jänner 2023 gehört Gaflenz als eine von 9 Pfarrteilgemeinden zur Pfarre Ennstal der Diözese Linz. Die Kirche steht unter Denkmalschutz.

## Geschichte
Die Pfarre Gaflenz wurde 1140 erstmals urkundlich erwähnt. Die ursprünglich frühgotische Kirche wurde 1464 umgebaut und erweitert. 1948 erfolgte eine Restaurierung, 1988/89 eine umfangreiche Restaurierung und Erweiterung.
Bis zum 31. Dezember 2022 bildete die Pfarre Gaflenz zusammen mit den Pfarren Großraming, Kleinreifling, Maria Neustift und Weyer den Seelsorgeverband Weyer im Dekanat Weyer.

## Kirchenbau
Die Kirche besteht aus einem dreijochigen Langhaus mit einem unregelmäßig verschobenen Netzrippengewölbe und einem höheren, kreuzrippengewölbten Chor mit 5/8-Schluss aus der ersten Hälfte des 14. Jahrhunderts, sowie einem nördlichen Erweiterungsbau aus dem Jahr 1989.
An der Südwand des Chores befinden sich frühgotische Fresken, die 1948 freigelegt und 1949 restauriert wurden. Sie zeigen Szenen aus dem Leben Mariens. Im Chorgewölbe sind Fresken, die die vier Evangelisten darstellen. Laut Inschrift auf dem Triumphbogen wurden diese im Jahr 1617 gemalt. Das heutige Erscheinungsbild stammt aber aus der ersten Hälfte des 19. Jahrhunderts. 1948 erfolgte eine Restaurierung. Im Süden schließt an den Chor ein dreijochiger, netzrippengewölbter Anbau mit einem Schwibbogen an, der den Triumphbogen stützt. Der Turm mit Zwiebelhelm und Laterne ist westlich daran angebaut. Er stammt großteils von 1697, 1738 erfolgte eine Renovierung. An den Turm schließt eine zweijochige Vorhalle mit Kreuzrippengewölbe an.
An der ehemals südlichen Außenwand, heute im Dachstuhl des späteren Anbaus sind Fragmente eines Freskos des heiligen Christophorus erhalten. Das Fresko entstand vermutlich Anfang des 14. Jahrhunderts. Weiters sind an dieser Wand zwei spätgotische Portale erhalten.

## Ausstattung
Die Einrichtung ist großteils neugotisch. Es befinden sich jedoch auch mehrere spätgotische Holzbildwerke: am Triumphbogen eine stehende Madonna mit Kind vom Ende des 15. Jahrhunderts, im nördlichen Erweiterungsbau eine sitzende von 1480/90 und in der Herz-Jesu-Kapelle Figuren der Apostelfürsten Petrus und Paulus (um 1470). In der Turmkapelle steht am Altar eine Pietà aus dem 15. Jahrhundert, in der Sakristei eine Figur des heiligen Dionysius vom Ende des 15. Jahrhunderts.
Im nördlichen Erweiterungsbau hängt ein barockes Gemälde aus dem Jahr 1710 von Johann Karl von Reslfeld. Es zeigt die „Marter des heiligen Veit“. Die Orgel aus dem 17. Jahrhundert wurde 1732 durch Gelder der Sebalduskirche am Heiligenstein angekauft und später verändert. Die Glocke wurde 1494 gegossen.